# Symplectoscyphus salvadorensis
Symplectoscyphus salvadorensis är en nässeldjursart som beskrevs av El Beshbeeshy 1991. Symplectoscyphus salvadorensis ingår i släktet Symplectoscyphus och familjen Sertulariidae. Inga underarter finns listade i Catalogue of Life.